# Salaš (okres Uherské Hradiště)
Obec Salaš se nachází v okrese Uherské Hradiště ve Zlínském kraji. Žije zde 422 obyvatel.

## Historie
První písemná zmínka o osadě Salaš pochází z roku 1652. Není přesně datován vznik obce, tedy sloučení Salaše Velehradského (vlastnictví Velehradským klášterem) a Salaše Buchlovského (vlastněno buchlovským panstvím). Přibližně může být vznik datován kolem roku 1700.
Jednou z nejstarších organizací v obci je sbor dobrovolných hasičů založený v roce 1891.
Před koncem druhé světové války se obec stala základnou partyzánského oddílu Jana Žižky – Olga. Dne 29. dubna 1945, tedy těsně před osvobozením Rudou armádou, došlo v trati Vápenice nedaleko od obce k tragédii. Zvěrsky mučeno a zastřeleno příslušníky protipartyzánského ZbV-Kommanda 43 pod velením Wernera Brandta bylo 19 mužů a jedna žena, většinou obyvatelé Salaše. Na tomto místě, asi jeden a půl kilometru od obce, byl vybudován památník obětem salašské tragédie. Součástí památníku jsou i pomníčky se jmény obětí.
V roce 2015 byla na kopci nad obcí dokončena stejnojmenná rozhledna, která má svým tvarem připomínat hasák.

## Přírodní poměry
Katastr obce leží v rozmezí nadmořských výšek 235–560 m. Obec leží v údolí potoka Salaška, který se ve Starém Městě vlévá zprava do Moravy. Geologické podloží obce a okolí tvoří zejména magurský flyš s převahou odolných křemitých pískovců. Přímo v obci se nalézá významná geologická lokalita, neaktivní lom s odkryvem pískovců a slepenců. V lesnatém okolí obce převládají karpatské bučiny s typickou květenou, kterou zastupují ostřice chlupatá, strdivka jednokvětá a hvězdnatec zubatý. V nejbližším okolí obce se objevují také dubohabřiny s habrem obecným a dubem zimním, v jehož korunách často cizopasí ochmet evropský. V lesním oddíle Dřínová v nich rostou významné teplomilné druhy jako dřín obecný a violka bílá. V katastrálním území obce se nacházejí chráněná území, která jsou součástí evropsky významné lokality Chřiby: přírodní rezervace Smutný žleb a přírodní památky Máchova dolina, Nazaret a Salašské pěnovce.

## Společnost
V obci působí hned několik spolků:
- Sbor dobrovolných hasičů Salaš
- Klub přátel Salaše
- Cyklistický klub
- Mykologický klub

Do roku 1985 fungovalo v obci Odborné učiliště požární ochrany Ministerstva vnitra.

## Galerie

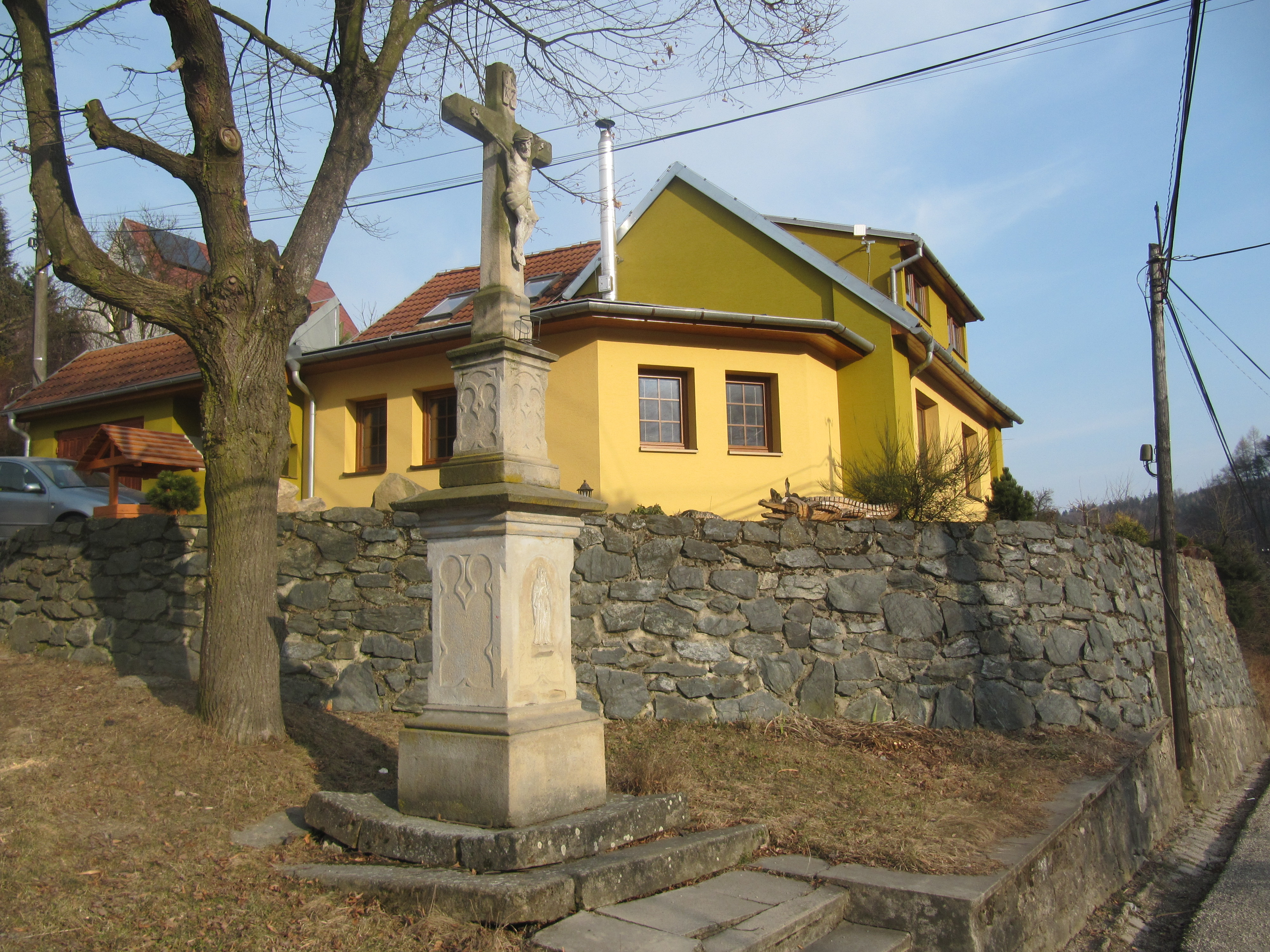
Kříž na horním konci
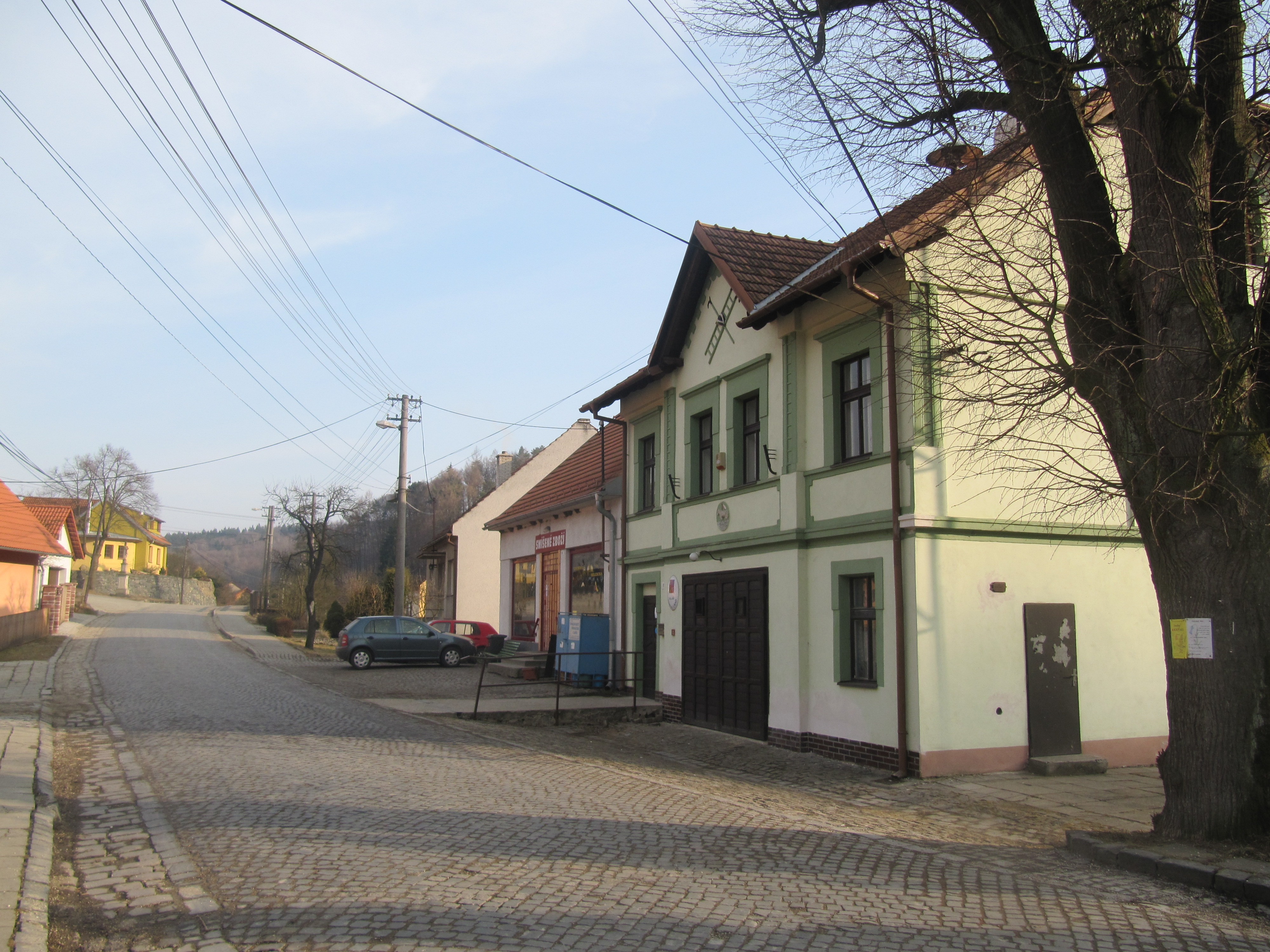
Obecní úřad
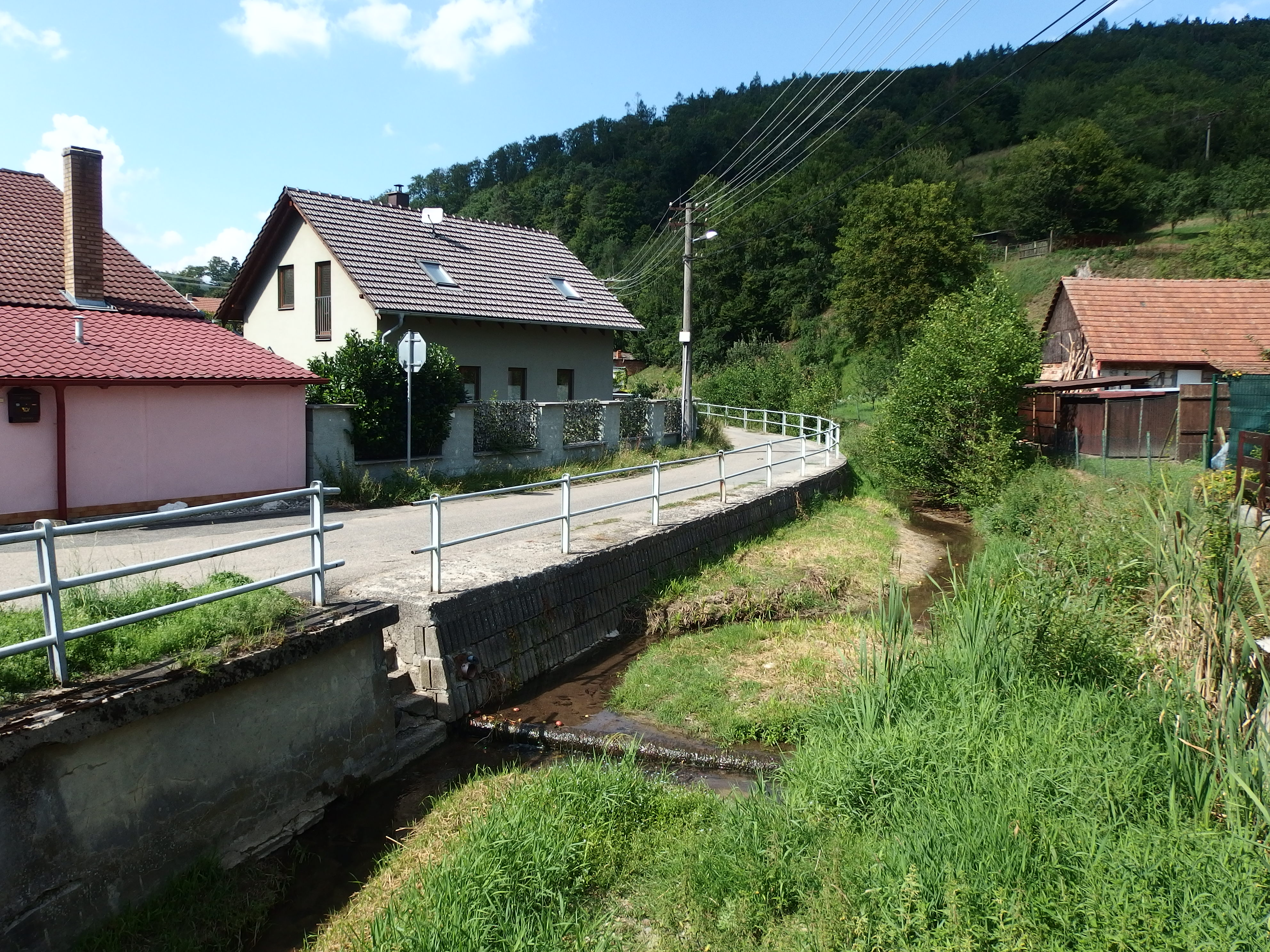
Potok Salaška
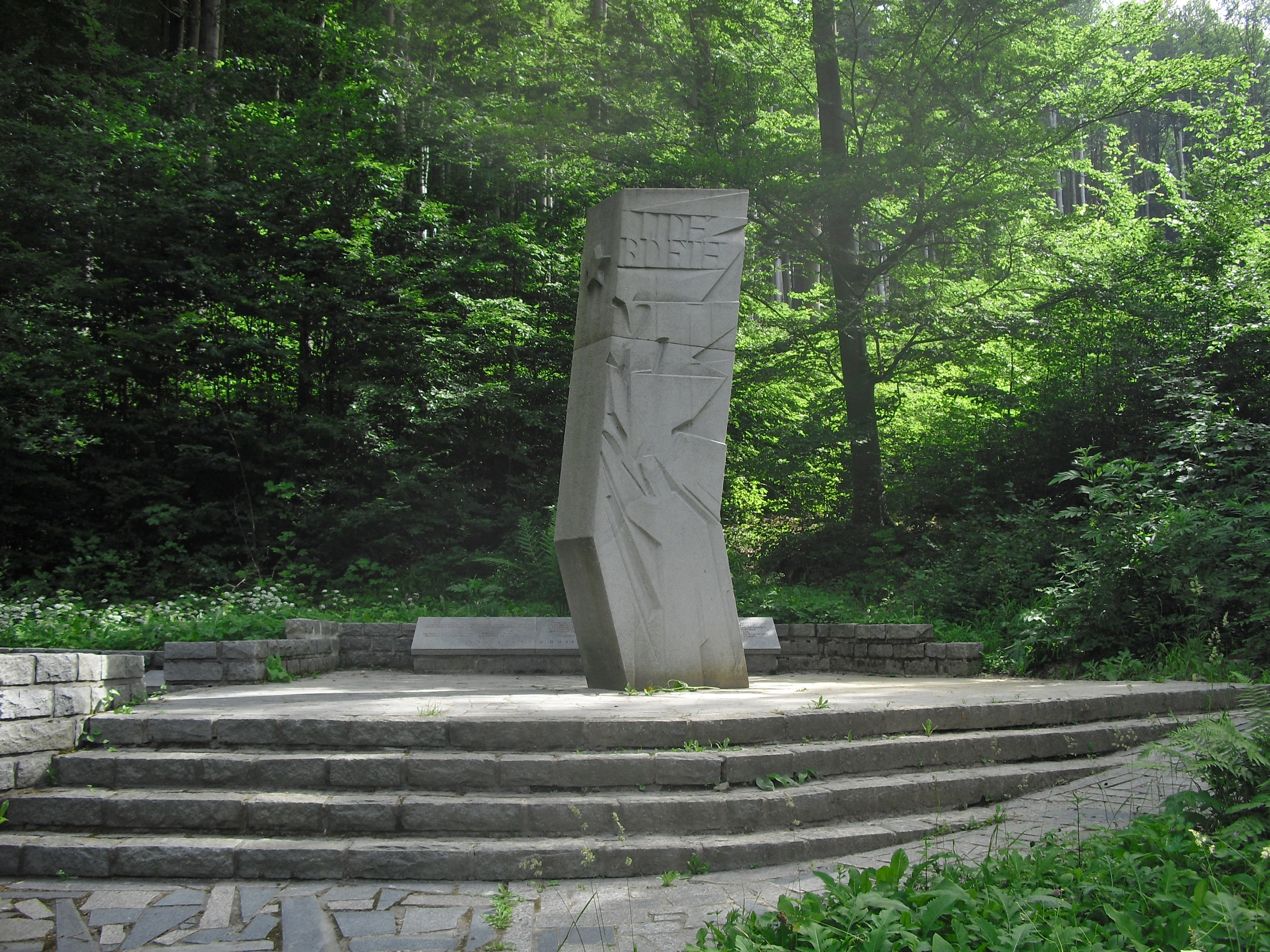
Památník obětem salašské tragédie
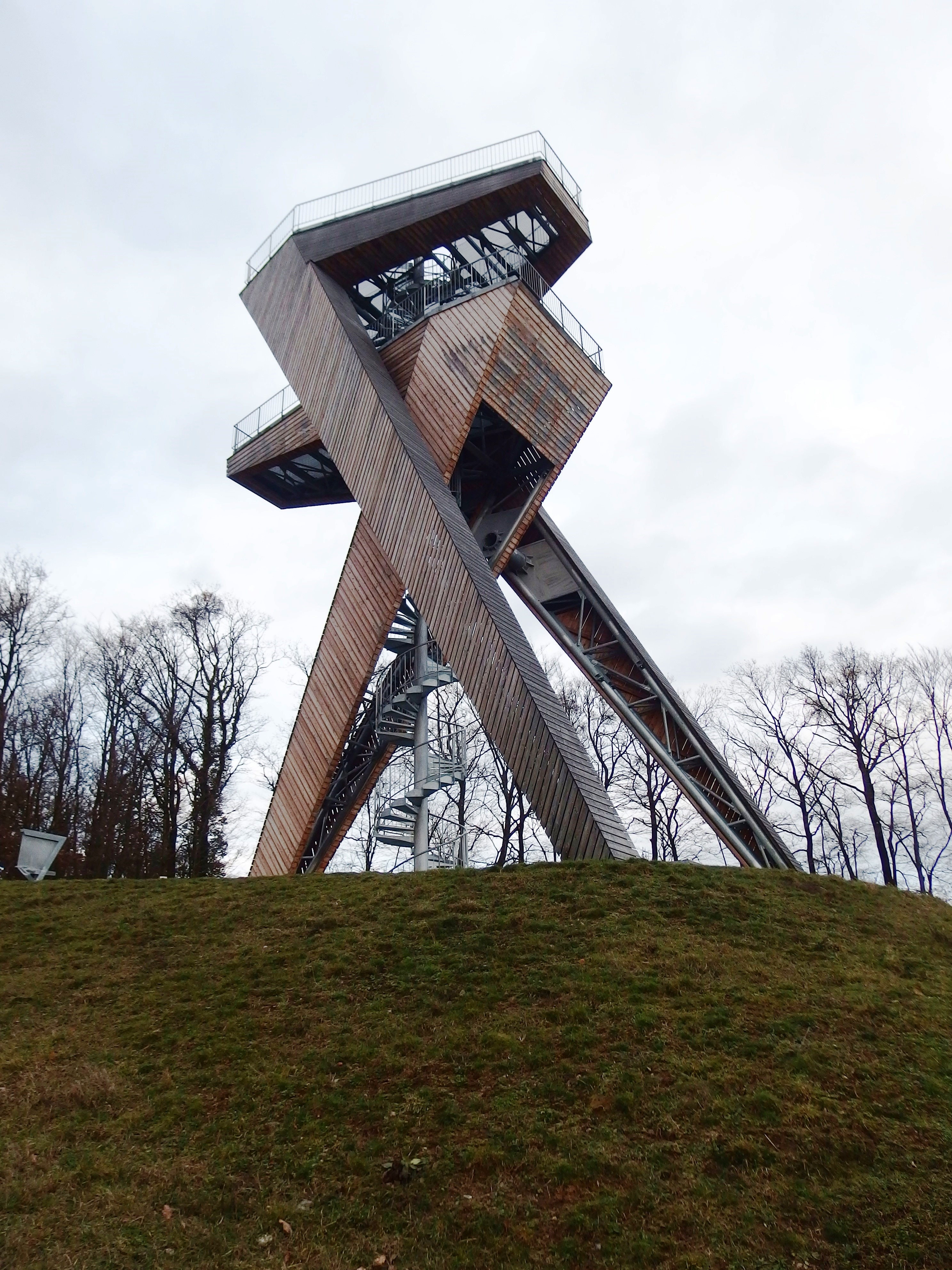
Rozhledna